# Heliotropium foertherianum
Heliotropium foertherianum är en strävbladig växtart som beskrevs av Diane och Hilger. Heliotropium foertherianum ingår i heliotropsläktet som ingår i familjen strävbladiga växter. Inga underarter finns listade i Catalogue of Life.

## Bildgalleri

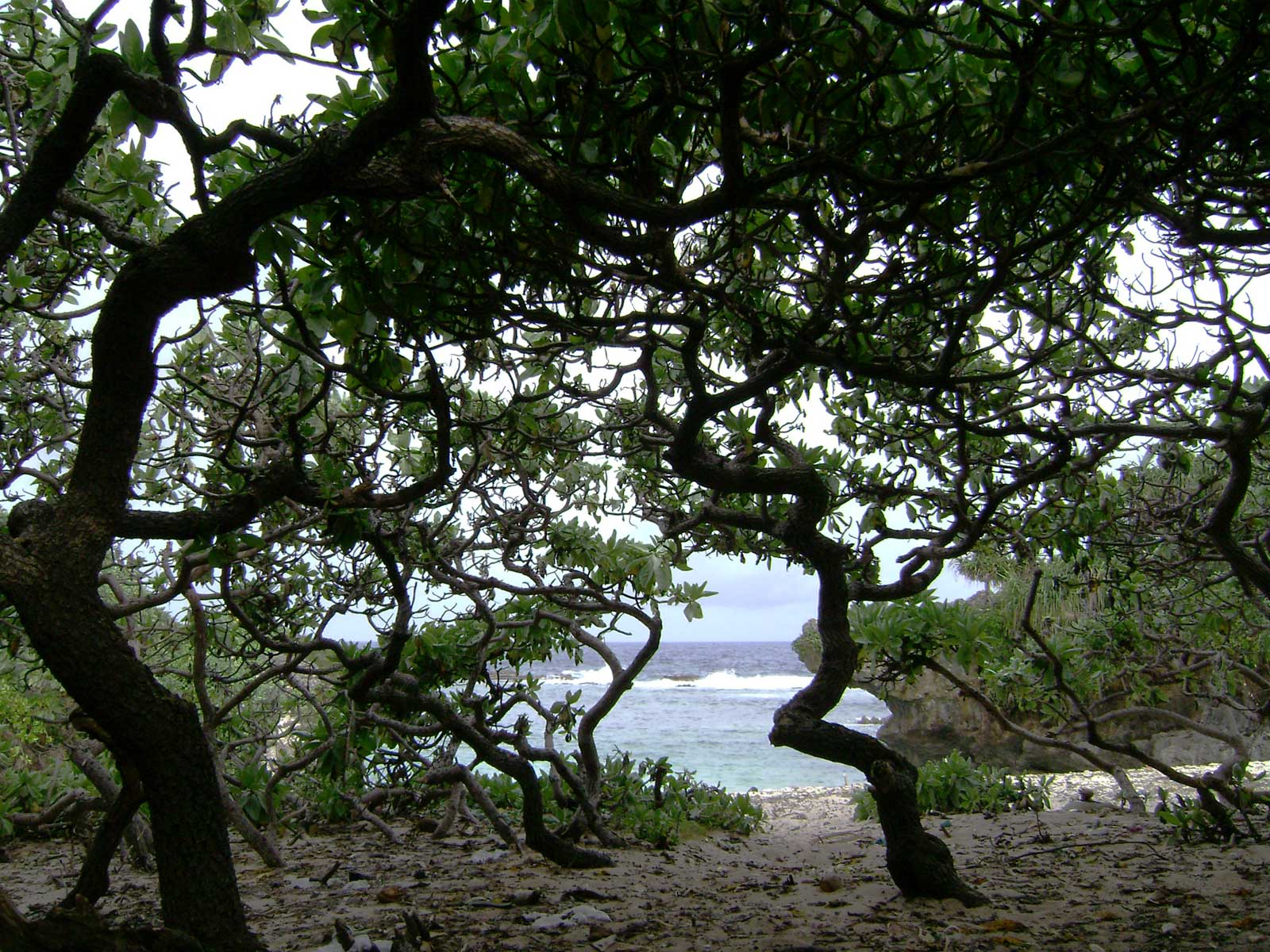
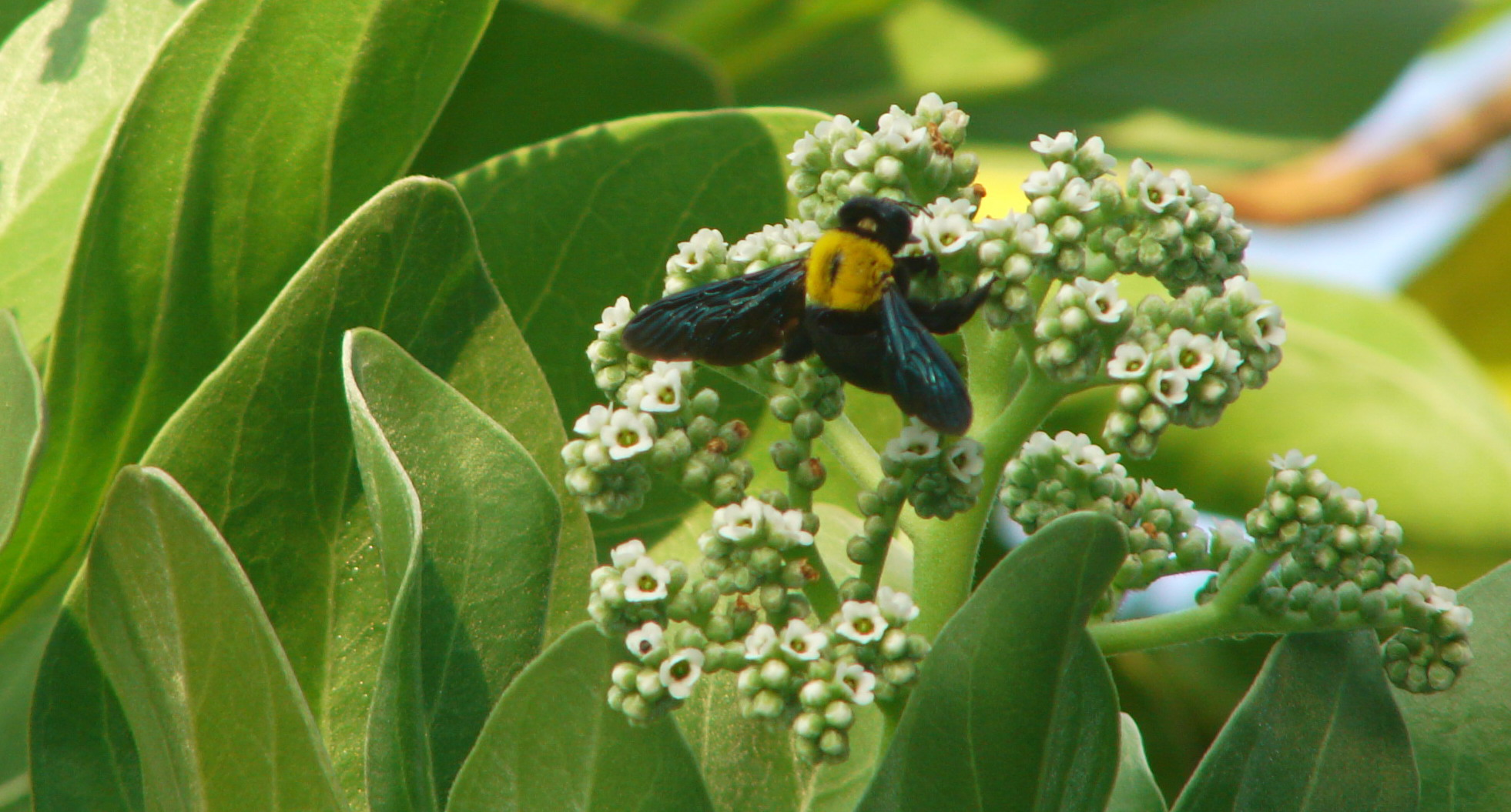
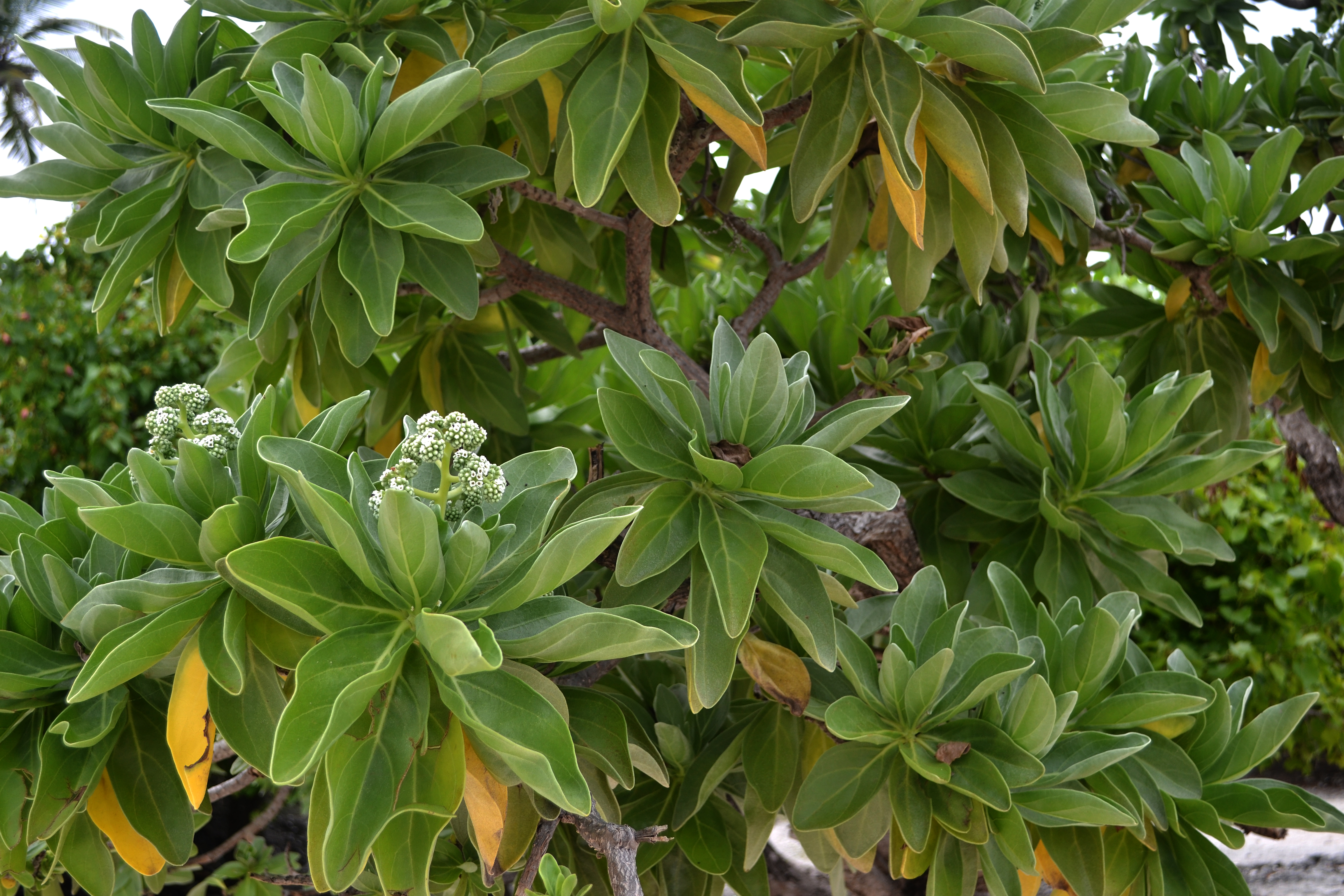
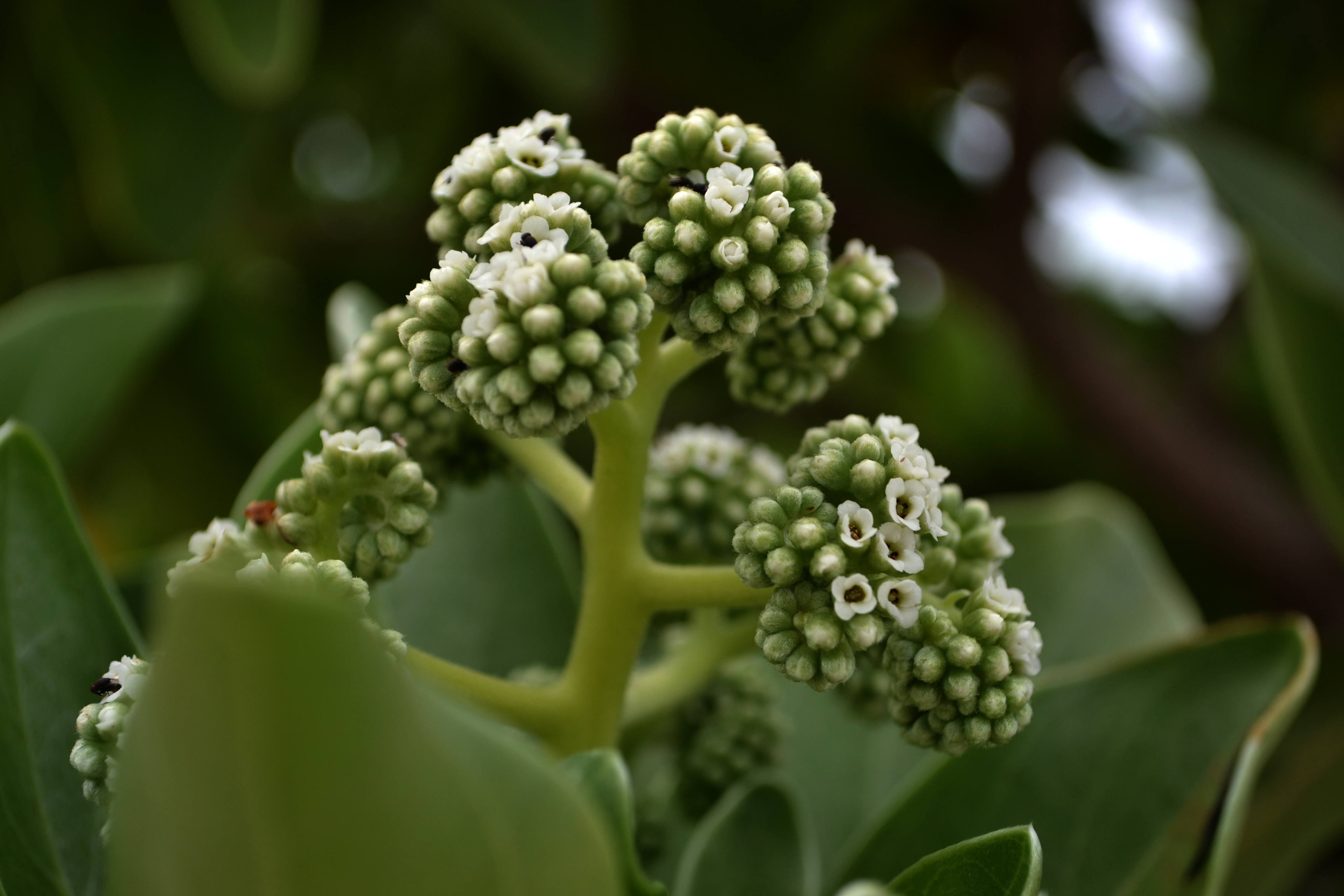
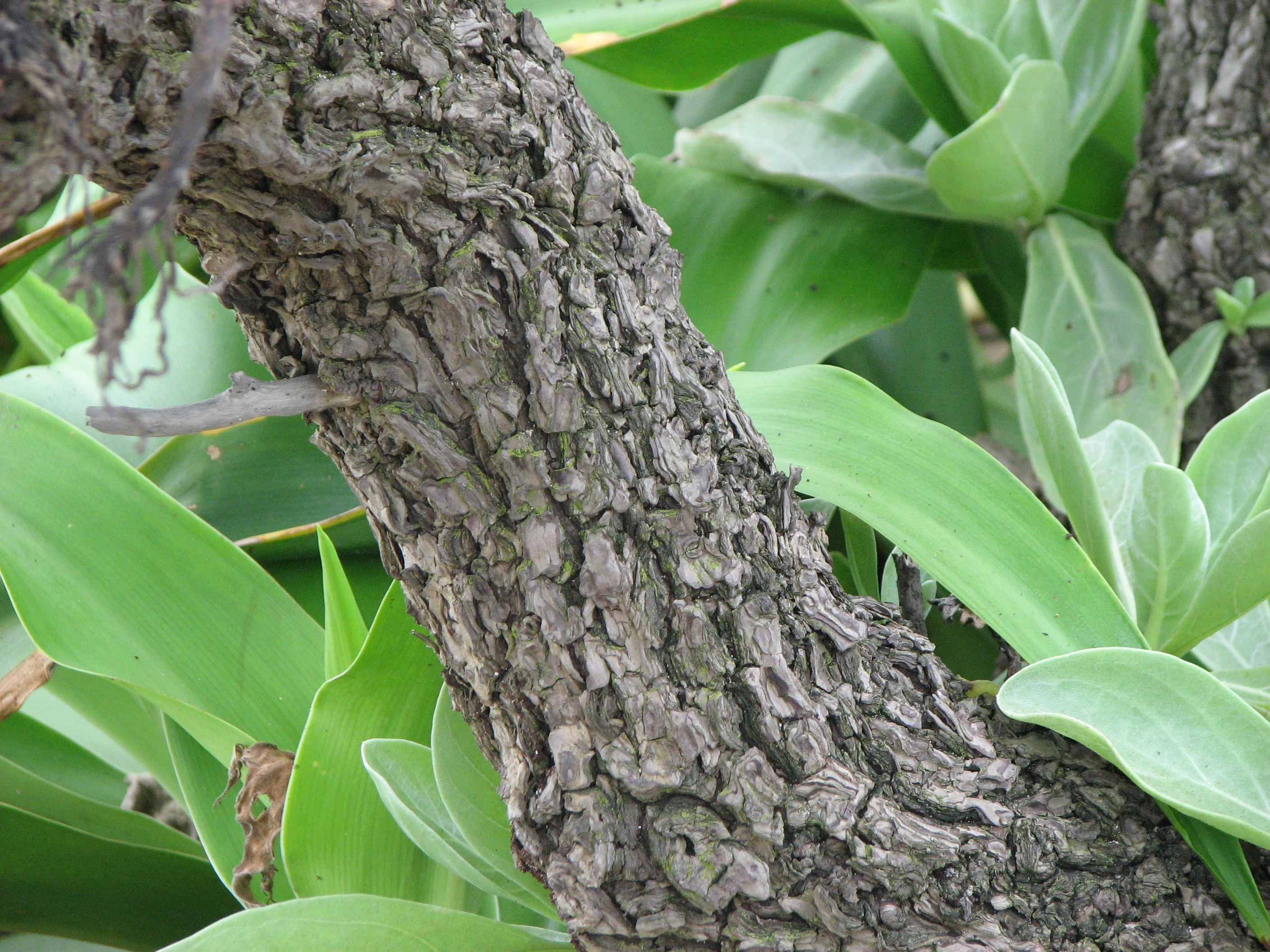
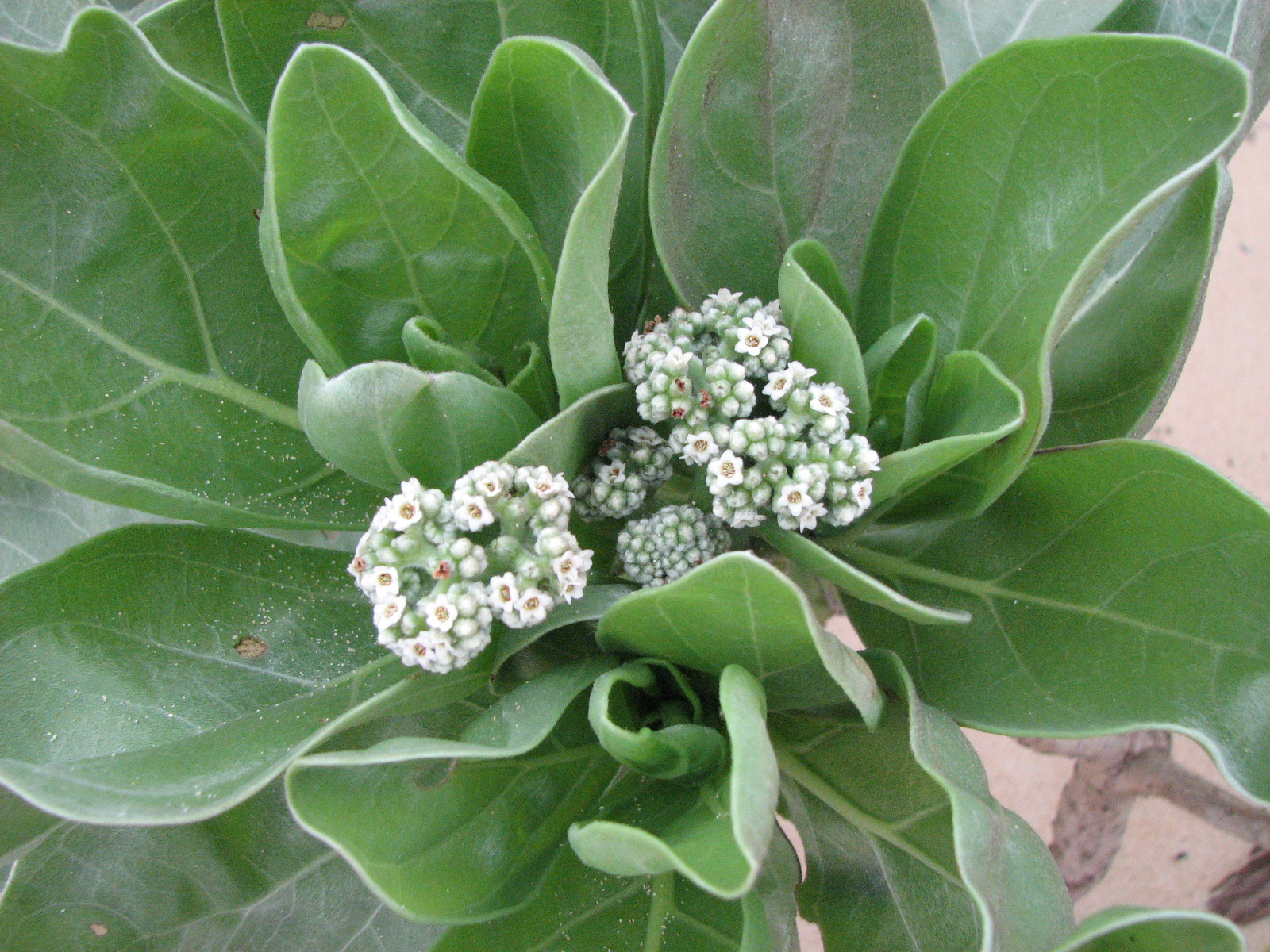